# Premios de la Academia de la Música Country
Los Premios de la Academa de la Música Country, (Academy of Country Music Awards o ACM Awards), son unos galardones anuales que desde 1966, concede la Academia de la Música Country a los artistas y las grabaciones más destacadas del año anterior a cada edición. Se trata de los primeros premios dedicados a la música country otorgados por una institución. La ceremonia de entrega de premios se televisa desde 1972. Hasta 1978 fue producida por Dick Clark y emitida por la cadena ABC. Desde 1979 se emitió en la NBC, desde 1998 en la CBS y desde 2022 en Amazon Prime Video.
El trofeo, una estatuilla con forma de sombrero, fue diseñad en 1968 por Fran Boyd. En 2003, se creó una nueva versión más estilizada. En 2004, la organización implementó un sistema de votación online para sus miembros profesionales, convirtiéndose en el primer programa de premios televisado en hacerlo.

## Proceso de votación
Los miembros de la Academia de la Música Country votan la elección de los nominados. En 2016, después de un experimento de ocho años destinado a mejorar la participación de los espectadores, la Academia anunció su decisión de abandonar la votación popular para "Artista del año" y sus tres categorías de artistas nuevos, debido al coste de la participación y a varias problemas que se habían desarrollado entre artistas. El programa fue polémico desde el principio debido a un posible fraude por el inflado de votos online como consecuencia de las campañas mediáticas de algunos artistas.

## Sedes
Los premios de la Academia de la Músic Country fueron originalmente entregados en diferentes logares del Área metropolitana de Los Ángeles hasta 2002. En 2003, la ceremonia se trasladó a Las Vegas, en principio al Mandalay Bay Events Center y entre 2006 y 2014 al MGM Grand Garden Arena. En 2015, la ceremonia tuvo lugar en el AT&T Stadium de Arlington, Texas, para celebrar el 50 aniversario. Ese año se batió el Record Guinness al ser la ceremonia de entrega de premios con mayor afluencia de público en directo, 70.252 espectadores.
En 2016, 2018 y 2019 se volvió a celebrar en el MGM Grand Garden Arena, en 2017 se presentó desde el T-Mobile Arena de Las Vegas. En 2020 y 2021, se celebraron ceremonias sin público debido a la pandemia de COVID-19.
En 2022 la ceremonia se celebró, de nuevo con público, en el Allegiant Stadium de Las Vegas.

## Premios
Los premios más prestigiosos con el de "Artista de la Década" y "Artista del Año". Además existen premios en diferentes categorías para reconocer a vocalistas, álbumes, vídeos, canciones y músicos. La ceremonia suele tener lugar entre los meses de abril y mayo.

### Principales premios
| Año  | Artista del Año                           | Artista del año Masculino | Artista del año Femenino | Canción del Año                                                                                       | Mejor artista femenina nobel del año | Mejor artista masculino nobel del año |
| ---- | ----------------------------------------- | ------------------------- | ------------------------ | --- | ------------------------------------ | ------------------------------------- |
| 2022 | Miranda Lambert                           | Chris Stapleton           | Carly Pearce             | Jason Nix, Jonathan Singleton, Lainey Wilson – "Things a Man Oughta Know"                             | Lainey Wilson                        | Parker McCollum                       |
| 2021 | Luke Bryan                                | Thomas Rhett              | Maren Morris             | Maren Morris, Jimmy Robbins, Laura Veltz – "The Bones"                                                | Gabby Barrett                        | Jimmie Allen                          |
| 2020 | Thomas Rhett (tie) Carrie Underwood (tie) | Luke Combs                | Maren Morris             | Josh Osborne, Matthew Ramsey, Trevor Rosen, Brad Tursi – "One Man Band"                               | Tenille Townes                       | Riley Green                           |
| 2019 | Keith Urban                               | Thomas Rhett              | Kacey Musgraves          | Nicolle Galyon, Jordan Reynolds, Dan Smyers – "Tequila"                                               | Ashley McBryde                       | Luke Combs                            |
| 2018 | Jason Aldean                              | Chris Stapleton           | Miranda Lambert          | Jack Ingram, Miranda Lambert, Jon Randall – "Tin Man"                                                 | Lauren Alaina                        | Brett Young                           |
| 2017 | Jason Aldean                              | Thomas Rhett              | Miranda Lambert          | Sean Douglas, Thomas Rhett, Joe Spargur – "Die a Happy Man"                                           | Maren Morris                         | Jon Pardi                             |
| 2016 | Jason Aldean                              | Chris Stapleton           | Miranda Lambert          | Barry Bales, Ronnie Bowman, Chris Stapleton – "Nobody to Blame"                                       | Kelsea Ballerini                     | Chris Stapleton                       |
| 2015 | Luke Bryan                                | Jason Aldean              | Miranda Lambert          | Miranda Lambert, Natalie Hemby, Nicolle Galyon – "Automatic"                                          |                                      | Cole Swindell                         |
| 2014 | George Strait                             | Jason Aldean              | Miranda Lambert          | Jessi Alexander, Connie Harrington, Jimmy Yeary – "I Drive Your Truck"                                |                                      | Justin Moore                          |
| 2013 | Luke Bryan                                | Jason Aldean              | Miranda Lambert          | Miranda Lambert, Blake Shelton – "Over You"                                                           | Jana Kramer                          | Brantley Gilbert                      |
| 2012 | Taylor Swift                              | Blake Shelton             | Miranda Lambert          | Lee Brice, Liz Rose – "Crazy Girl"                                                                    |                                      | Scotty McCreery                       |
| 2011 | Taylor Swift                              | Brad Paisley              | Miranda Lambert          | Tom Douglas, Allen Shamblin – "The House That Built Me"                                               |                                      | Eric Church                           |
| 2010 | Carrie Underwood                          | Brad Paisley              | Miranda Lambert          | Dave Haywood, Josh Kear, Charles Kelley, Hillary Scott – "Need You Now"                               |                                      | Luke Bryan                            |
| 2009 | Carrie Underwood                          | Brad Paisley              | Carrie Underwood         | Jamey Johnson, Lee Thomas Miller, James Otto – "In Color"                                             | Julianne Hough                       | Jake Owen                             |
| 2008 | Kenny Chesney                             | Brad Paisley              | Carrie Underwood         | Jennifer Nettles – "Stay"                                                                             | Taylor Swift                         | Jack Ingram                           |
| 2007 | Kenny Chesney                             | Brad Paisley              | Carrie Underwood         | Bill Anderson, Buddy Cannon, Jamey Johnson – "Give It Away"                                           | Miranda Lambert                      | Rodney Atkins                         |
| 2006 | Kenny Chesney                             | Keith Urban               | Sara Evans               | Craig Wiseman, Ronnie Dunn – "Believe"                                                                | Carrie Underwood                     | Jason Aldean                          |
| 2005 | Kenny Chesney                             | Keith Urban               | Gretchen Wilson          | Craig Wiseman, Tim Nichols – "Live Like You Were Dying"                                               | Gretchen Wilson                      |                                       |
| 2004 | Toby Keith                                | Toby Keith                | Martina McBride          | Doug Johnson, Kim Williams – "Three Wooden Crosses"                                                   |                                      | Dierks Bentley                        |
| 2003 | Toby Keith                                | Kenny Chesney             | Martina McBride          | Phillip Brian White, David Vincent Williams – "I'm Movin' On"                                         | Kellie Coffey                        | Joe Nichols                           |
| 2002 | Brooks & Dunn                             | Alan Jackson              | Martina McBride          | Alan Jackson – "Where Were You (When the World Stopped Turning)"                                      | Carolyn Dawn Johnson                 | Phil Vassar                           |
| 2001 | Dixie Chicks                              | Toby Keith                | Faith Hill               | Mark D. Sanders, Tia Sillers – "I Hope You Dance"                                                     | Jamie O'Neal                         | Keith Urban                           |
| 2000 | Shania Twain                              | Tim McGraw                | Faith Hill               | Marv Green, Aimee Mayo – "Amazed"                                                                     | Jessica Andrews                      | Brad Paisley                          |
| 1999 | Garth Brooks                              | Tim McGraw                | Faith Hill               | Steve Wariner, Billy Kirsch – "Holes in the Floor of Heaven"                                          | Jo Dee Messina                       | Mark Willis                           |
| 1998 | Garth Brooks                              | George Strait             | Trisha Yearwood          | Stephony Smith – "It's Your Love"                                                                     | Lee Ann Womack                       | Kenny Chesney                         |
| 1997 | Brooks & Dunn                             | George Strait             | Patty Loveless           | Bill Mack – "Blue"                                                                                    | LeAnn Rimes                          | Trace Adkins                          |
| 1996 | Brooks & Dunn                             | Alan Jackson              | Patty Loveless           | Dickey Lee, Karen Staley, Danny Mayo – "The Keeper of the Stars"                                      | Shania Twain                         | Bryan White                           |
| 1995 | Reba McEntire                             | Alan Jackson              | Reba McEntire            | Gary Baker, Frank J. Myers – "I Swear"                                                                | Chely Wright                         | Tim McGraw                            |
| 1994 | Garth Brooks                              | Vince Gill                | Wynonna Judd             | Victoria Shaw, Chuck Cannon – "I Love the Way You Love Me"                                            | Faith Hill                           | John Michael Montgomery               |
| 1993 | Garth Brooks                              | Vince Gill                | Mary Chapin Carpenter    | Vince Gill, John Barlow Jarvis – "I Still Believe in You"                                             | Michelle Wright                      | Tracy Lawrence                        |
| 1992 | Garth Brooks                              | Garth Brooks              | Reba McEntire            | Billy Dean, Richard Leigh – "Somewhere in My Broken Heart"                                            | Trisha Yearwood                      | Billy Dean                            |
| 1991 | Garth Brooks                              | Garth Brooks              | Reba McEntire            | Tony Arata – "The Dance"                                                                              | Shelby Lynne                         | Alan Jackson                          |
| 1990 | George Strait                             | Clint Black               | Kathy Mattea             | Jon Vezner, Don Henry – "Where've You Been"                                                           | Mary Chapin Carpenter                | Clint Black                           |
| 1989 | Hank Williams, Jr.                        | George Strait             | K. T. Oslin              | Charles Gene Nelson, Paul Nelson – "Eighteen Wheels and a Dozen Roses"                                | Suzy Bogguss                         | Rodney Crowell                        |
| 1988 | Hank Williams, Jr.                        | Randy Travis              | Reba McEntire            | Paul Overstreet, Don Schlitz – "Forever and Ever, Amen"                                               | K. T. Oslin                          | Ricky Van Shelton                     |
| 1987 | Hank Williams, Jr.                        | Randy Travis              | Reba McEntire            | Paul Overstreet, Don Schlitz – "On the Other Hand"                                                    | Holly Dunn                           | Dwight Yoakam                         |
| 1986 | Alabama                                   | George Strait             | Reba McEntire            | Fred Parris, Mike Reid, Troy Seals – "Lost in the Fifties Tonight"                                    | Judy Rodman                          | Randy Travis                          |
| 1985 | Alabama                                   | George Strait             | Reba McEntire            | Harlan Howard, Brent Maher, Sonny Throckmorton – "Why Not Me"                                         | Nicolette Larson                     | Vince Gill                            |
| 1984 | Alabama                                   | Lee Greenwood             | Janie Fricke             | Larry Henley, Jeff Silbar – "Wind Beneath My Wings"                                                   | Gus Hardin                           | Jim Glaser                            |
| 1983 | Alabama                                   | Ronnie Milsap             | Sylvia                   | Merle Haggard – "Are the Good Times Really Over (I Wish a Buck Was Still Silver)"                     | Karen Brooks                         | Michael Murphy                        |
| 1982 | Alabama                                   | Merle Haggard             | Barbara Mandrell         | Felice Bryant, Boudleaux Bryant, Larry Collins, Sandy Pinkard – "You're the Reason God Made Oklahoma" | Juice Newton                         | Ricky Skaggs                          |
| 1981 | Barbara Mandrell                          | George Jones              | Dolly Parton             | Bobby Braddock, Curly Putman – "He Stopped Loving Her Today"                                          | Terri Gibbs                          | Johnny Lee                            |
| 1980 | Willie Nelson                             | Larry Gatlin              | Crystal Gayle            | Sonny Throckmorton, Curly Putman – "It's a Cheating Situation"                                        | Lacy J. Dalton                       | R.C. Bannon                           |
| 1979 | Kenny Rogers                              | Kenny Rogers              | Barbara Mandrell         | Randy Goodrum – "You Needed Me"                                                                       | Cristy Lane                          | John Conlee                           |
| 1978 | Dolly Parton                              | Kenny Rogers              | Crystal Gayle            | Roger Bowling, Hal Bynum – "Lucille"                                                                  | Debby Boone                          | Eddie Rabbitt                         |
| 1977 | Mickey Gilley                             | Mickey Gilley             | Crystal Gayle            | Baker Knight – "Don't the Girls All Get Prettier at Closing Time"                                     | Billie Jo Spears                     | Moe Bandy                             |
| 1976 | Loretta Lynn                              | Conway Twitty             | Loretta Lynn             | Larry Weiss – "Rhinestone Cowboy"                                                                     | Crystal Gayle                        | Freddy Fender                         |
| 1975 | Mac Davis                                 | Merle Haggard             | Loretta Lynn             | Don Wayne – "Country Bumpkin"                                                                         | Linda Ronstadt                       | Mickey Gilley                         |
| 1974 | Roy Clark                                 | Charlie Rich              | Loretta Lynn             | Kenny O'Dell – "Behind Closed Doors"                                                                  | Olivia Newton-John                   | Dorsey Burnett                        |
| 1973 | Roy Clark                                 | Merle Haggard             | Donna Fargo              | Donna Fargo – "The Happiest Girl In the Whole USA"                                                    | Tanya Tucker                         | Johnny Rodriguez                      |
| 1972 | Freddie Hart                              | Freddie Hart              | Loretta Lynn             | Freddie Hart – "Easy Loving"                                                                          | Barbara Mandrell                     | Tony Booth                            |
| 1971 | Merle Haggard                             | Merle Haggard             | Lynn Anderson            | Kris Kristofferson – "For the Good Times"                                                             | Sammi Smith                          | Buddy Allen                           |
| 1970 |                                           | Merle Haggard             | Tammy Wynette            | | Donna Fargo                          | Freddy Weller                         |
| 1969 | Glen Campbell                             | Cathie Taylor             | Cheryl Poole             | Ray Sanders                                                                                           |                                      |                                       |
| 1968 | Glen Campbell                             | Lynn Anderson             | Cathie Taylor            | Billy Maze                                                                                            |                                      |                                       |
| 1967 | Merle Haggard                             | Bonnie Guitar             | Bobbie Gentry            | Jerry Inman                                                                                           |                                      |                                       |
| 1966 | Buck Owens                                | Bonnie Owens              | Kay Adams                | Merle Haggard                                                                                         |                                      |                                       |

## Premios especiales

### Artista de la década
- 2010s: Jason Aldean (presentedo en 2019)
- 2000s: George Strait (presentedo en 2009)
- 1990s: Garth Brooks (presentedo en 1999)
- 1980s: Alabama (presentedo en 1989)
- 1970s: Loretta Lynn (presentedo en 1979)
- 1960s: Marty Robbins (presentedo en 1969)

### Premio Triple Corona
El premio Triple Corona es un galardón especial, pocas veces entregado, que se otorga a artistas que hayan conseguido a lo largo de su carrera, ser galardonado con el Premio al Artista Nobel del Año, el Premio al Vocalista del año y el Premio al Artista del Año. Los artistas que han conseguido este hito son, Kenny Chesney, Merle Haggard, Mickey Gilley, Barbara Mandrell, Brooks & Dunn, Carrie Underwood, Jason Aldean, Miranda Lambert, The Chicks y Keith Urban.